# 巴特海尔布伦
巴特海尔布伦是德国巴伐利亚州的一个市镇。总面积40.32平方公里，总人口数3773人，其中男性1863人，女性1910人（2011年12月31日），人口密度为94人/平方公里。